# 1069
| 1069               |
| ------------------ |
| Dødsfald - Fødsler |
|                    |

| Gregoriansk kalender | 1069 MLXIX              |
| Ab urbe condita      | 1822                    |
| Armensk kalender     | 518 ԹՎ ՇԺԸ              |
| Kinesiske kalender   | 3765 – 3766 戊申 – 己酉 |
| Etiopisk kalender    | 1061 – 1062             |
| Jødisk kalender      | 4829 – 4830             |
| Hindukalendere       |                         |
| - Vikram Samvat      | 1124 – 1125             |
| - Shaka Samvat       | 991 – 992               |
| - Kali Yuga          | 4170 – 4171             |
| Iransk kalender      | 447 – 448               |
| Islamisk kalender    | 461 – 462               |

Konge i Danmark: Svend 2. Estridsen 1047-1074
Se også 1069 (tal)

## Begivenheder
- Det sidste vikingetogt til England ledet af Svend 2 Estridsens bror Asbjørn. Den senere konge, Harald Hen, deltog også i togtet, som endte med at de blev slået på flugt af Wilhelm Erobreren.